# أليكس هاردكاسل
أليكس هاردكاسل (بالإنجليزية: Alex Hardcastle)‏ هو مخرج بريطاني، ولد في 19 نوفمبر 1972 في باركشير في المملكة المتحدة.

## وصلات خارجية
- أليكس هاردكاسل على موقع IMDb (الإنجليزية)
- أليكس هاردكاسل على موقع ألو سيني (الفرنسية)
- أليكس هاردكاسل على موقع ميوزك برينز (الإنجليزية)
- أليكس هاردكاسل على موقع قاعدة بيانات الفيلم (الإنجليزية)
- أليكس هاردكاسل على موقع كينوبويسك (الروسية)